# D.J. Strawberry
Darryl Eugene Strawberry, detto D.J. (New York, 15 giugno 1985), è un ex cestista statunitense naturalizzato camerunese, professionista negli Stati Uniti, in Italia e in Israele.

## Carriera
È stato selezionato dai Phoenix Suns al secondo giro del Draft NBA 2007 (59ª scelta assoluta).

## Palmarès
- Campionato croato: 1

Cibona Zagabria: 2012-13
- Campionato turco: 1

Pınar Karşıyaka: 2014-15
- Campionato greco: 1

Olympiacos: 2015-16
- Coppa del Presidente: 1

Pınar Karşıyaka: 2014
- Coppa di Croazia: 1

Cibona Zagabria: 2013